# Ben Pon (1936)
Bernardus Marinus (Ben) Pon (Leiden, 9 december 1936 – 30 september 2019) was een Nederlands zakenman, autocoureur en kleiduivenschutter. Van 1965 tot 1988 was Pon een van de vier directeuren van Pon Holdings, het bedrijf waarin alle dochterondernemingen van de familie Pon werden ondergebracht. Hij nam eenmaal deel aan de Olympische Spelen, maar won bij die gelegenheid geen medailles.

## Biografie
Pon werd geboren als derde kind van de latere Volkswagenimporteur Ben Pon sr.. Hij was een, naar eigen zeggen, wild baasje en werd naar Instituut Hommes gestuurd, een internaat. Op zijn vijftiende vertrok hij naar Canada, waar hij naar eigen zeggen zijn eerste race reed. 

### Racing
Hij begon serieus met racen op het circuit van Zandvoort en reed in een Volkswagen Kever met daarin een Porsche Carrera-motor. Het voertuig reed hard, maar was moeilijk te besturen. Humor was hem niet vreemd. Voor de koeling had Pon twee grote sleuven in de motorkap gemaakt, met daaronder de tekst 'Drukwerk' en 'Brieven'. 
Tussen 1961 (debuut op de Nürburgring) en 1967 was Pon coureur voor Porsche met een Porsche 356 Carrera Abarth. Hij racete zes maal op het circuit van Le Mans en nam eenmaal deel aan een race in de Formule 1. Tijdens de Grote Prijs van Nederland 1962 crashte Pon in de tweede ronde. Hij werd uit de auto geslingerd en kwam in de bosjes van het Scheivlak terecht, maar bleef ongedeerd. 
In 1963 won hij de Grand Prix van Limburg op Circuit Zolder in België met zijn Porsche 356.

### Pon Porsche Import Centre
In 1965 stopte Ben Pon met professioneel autoracen. Hij ging werken voor het Pon Porsche Import Centre en was daar verantwoordelijk voor de import van Porsche. Hij was tevens betrokken bij de oprichting van het Racing Team Holland en bracht twee Porsches 906 in het team. Rob Slotemaker, Wim Loos, Gijs van Lennep en Pon zelf vormden een prima team en wonnen in Europa bijna alles wat er te winnen was.
Hij legde zich ook toe op kleiduivenschieten. Pon behaalde voor Nederland de 31e plaats op de Olympische Spelen van 1972 in München. 

### Wijngaard in Californië
In 1988 liet Pon zich uitkopen uit het familiebedrijf, en vertrok naar de Verenigde Staten. 
In 1992 begon hij een eigen wijngaard in Californië en in 1997 kocht hij Danny McCallum Safaris, een safari-onderneming in Tanzania. Hij liet in Carmel Valley Village (Californië) Bernardus Lodge bouwen, een luxueus hotel dat in 1999 werd geopend.
In de Verenigde Staten werd zijn Sauvignon Blanc 2005 door de Wall Street Journal uitgeroepen tot beste witte wijn voor de zomer van 2007.
In 2017 verkocht hij de helft van zijn bedrijf.

### Privé
Pon was gehuwd met de Zweedse Ingrid. Het paar kreeg geen kinderen en woonde deels in Somerset, waar Pon een boerderij beheerde, en deels in Californië, waar Pon zijn wijngaard, de Bernardus Winery, het hotel en een luxe villapark beheerde.
Ben Pon Jr was lid van Golfgezelschap Orange All Stars.

## Wetenswaardigheden
- Als de Formule 1 in Zandvoort zal worden gereden zal de hoofdtribune tijdens de race de Ben Pon Tribune worden genoemd.
- Porsche heeft aangegeven ook een speciale editie van de 911 naar Pon te noemen. De auto was origineel bedoeld als eerbetoon voor het 70-jarig bestaan van de Nederlandse Porsche-importeur, maar in goed overleg met de fabrikant werd afgesproken om de auto naar Ben Pon te vernoemen.[2]

## Over Ben Pon
- Hans van der Klis, Dwars door de Tarzanbocht: de dertien Nederlandse Formule 1-coureurs. Amsterdam, 2007 (3e ed.), p. 33-40